# SN 2000ch
SN 2000ch – niepotwierdzona supernowa typu IIn? odkryta 3 maja 2000 roku w galaktyce NGC 3432. W momencie odkrycia miała maksymalną jasność 17,40m.